# Дуглас, Джеймс (писатель)
Джеймс «Джим» Дуглас (англ. James W. Douglass; род. в 1937 году) — американский писатель, христианский богослов и гражданский активист.

## Ранние годы
Выпускник Университета Санта-Клара.

## Благотворительность
Он и Шелли Дуглас, его жена и соратница по ненасильственным действиям, основали Ground Zero Center в Поулсбо, шт. Вашингтон и дом культуры Движения католических рабочих Mary’s House в Бирмингеме, штат Алабама. В 1997 году их работа была отмечена премией Pacem in Terris.

## Творчество
Известен как автор множества работ на тему ненасилия и католической теологии. Четыре его монографии по теологии, опубликованные с 1968 по 1991 годы, были переизданы в 2006 году издательством Wipf and Stock.
В 2008 году написал книгу об убийстве Джона Кеннеди — JFK and the Unspeakable, где утверждает, что Кеннеди был убит по заказу неизвестных лиц при содействии ЦРУ, американской мафии и ФБР для того, чтобы положить конец усилиям Кеннеди по прекращению Холодной войны после Карибского кризиса. Книга была впервые опубликована в 2008 году издательством Orbis Books и переиздана в 2010 году Simon & Schuster. В 2018 году переведена на русский (см. библиография).

## Гражданский активизм
Являясь профессором богословия в Университете шт. Гавайи, устраивал акции гражданского неповиновения в знак протеста против войны во Вьетнаме.
В 1975 году Джим и Шелли Дуглас основали центр ненасильственных действий протеста против строительства базы атомных подводных лодок с ракетами Трайдент на полуострове Китсап в штате Вашингтон. К ним присоединились и другие активисты, стремящиеся предотвратить установку ракет Трайдент. Они создали общину Pacific Life Community недалеко от базы подводных лодок.

Позднее Дугласы переехали в Энсли недалеко от Бирмингема, штат Алабама, создав там приют для бездомных и малообеспеченных людей, нуждающихся в долгосрочной медицинской помощи (Mary’s House).
Неоднократно посещал Ближний Восток в составе миротворческих миссий. В 2003 году присоединился к движению Христианские отряды миротворцев в Ираке и остался с мирными жителями во время американского вторжения.
Является членом и соучредителем движения «Религиозные деятели за правду о 9/11».